# Helcon angustator
Helcon angustator är en stekelart som beskrevs av Christian Gottfried Daniel Nees von Esenbeck 1812. Helcon angustator ingår i släktet Helcon och familjen bracksteklar. Arten är reproducerande i Sverige. Inga underarter finns listade i Catalogue of Life.